# Fernanda Turvani
Fernanda Turvani (Aix-en-Provence, 7 gennaio 1927 – Roma, 24 maggio 2001) è stata una regista televisiva italiana.
Regista teatrale e televisiva, attiva in RAI sin dalla seconda metà degli anni Cinquanta, fu tra le prime donne in Italia a svolgere tale professione. Di formazione umanistica, con laurea in lettere con specializzazione in egittologia, ha prediletto la regia di programmi culturali, di musica classica e di teatro.
Ha diretto concerti, opere liriche, opere teatrali ma anche spettacoli musicali, varietà e TV dei ragazzi. Ha lavorato con grandi personalità dello spettacolo.

## Teatro per la tv
- Don Giovanni (1957) di Molière
- Tre calzoni fortunati (1959) di Eduardo De Filippo
- Don Raffaele Trombone (1959) di Peppino de Filippo[2]
- I casi sono due (1959) di Peppino de Filippo
- Non è vero... ma ci credo (1959) di Peppino de Filippo
- Un ragazzo di campagna (1959) di Peppino de Filippo
- El moroso dela nona (1960) di Giacinto Gallina
- L'elisir d'amore (1967) di Gaetano Donizetti
- L'Orfeo (1968) di Claudio Monteverdi, diretto da Raymond Rouleau
- Il testimone (1969) di Arnoldo Foà
- I lanciatori di coltelli (1977) di Miklós Hubay
- Madama Butterfly (1983) di Giacomo Puccini, regia teatrale di Ken Russel[3]

## Varietà e musicali
- Primo applauso (1956)
- Primo piano (1958) con Pippo Baudo agli esordi[4]
- Tutto è musica (1961), direzione musicale di Gianni Ferrio
- Vittorio De Sica racconta (1961) autrice Isa Barzizza condotto da Vittorio De Sica
- Fuori l'orchestra (1963)
- L'esame (1963)
- Teatrino Del Quartetto Cetra (1964) musical con il Quartetto Cetra
- Telebum (1965) (Teletris)
- Qua la mano (1966 e 1967) con Sandra Mondaini e Raffaele Pisu
- Le strade del folk (1969) con Tony Cucchiara e Nelly Fieramonti
- Serata al circo (1969)
- Piccola ribalta (1970) con Loretta Goggi[5]
- Adesso musica (1972)
- Ritratto d'autore (1972) di Franco Simongini
- Lo chiameremo 1974 (1973)
- I grandi dello spettacolo (1974)
- Caino e Abele (1974)
- Incontri musicali (1977)
- Incontro con il canzoniere del Lazio (1977) di Giorgio Calabrese
- Alla fiera dell'est (1977) condotto da Angelo Branduardi
- Forse le lucciole non si amano più (1977) di Giorgio Calabrese
- Incontro con il Piccolo Insieme (1977) di Giorgio Calabrese
- Che cotta! (1977)
- Piccola ribalta (1977) di Antonio Lubrano
- Jazzconcerto (1977) - (1979)
- Festivalbar (1977) - (1979) - (1980)
- Discoring (1978 - 1982) di Gianni Boncompagni
- Maratona d'estate (1980)
- Il cappello sulle ventitré dal (1983) al (1986)

## TV dei ragazzi
- L'amico libro (1964)
- Il Nicolino (1965)
- Dal giardino zoologico in Roma: Oggi allo zoo (1965) a cura di Ermanno Bronzini con Cino Tortorella e Renato Tagliani
- Finestra sull'universo (1965) a cura di Giordano Repossi, con Silvana Giacobini e Benedetto Nardacci
- Centostorie (1969)
- Zecchino d'oro (1975, 1976, 1977)
- Giochi senza frontiere